# Деревня имени Мулланура Вахитова (Алькеевский район)
Деревня имени Мулланура Вахитова (тат. Мулланур Вахитов исемендәге авыл) — деревня в Алькеевском районе Татарстана. Входит в состав Шибашинского сельского поселения.

## География
Находится в южной части Татарстана на расстоянии приблизительно 28 км по прямой на юго-запад от районного центра села Базарные Матаки.

## История
Основана в 1930-х годах.

## Население
Постоянных жителей было: в 1938 — 193, в 1949 — 208, в 1958 — 200, в 1970 — 231, в 1979 — 183, в 1989 — 136, в 2002 — 107 (татары 100 %), 69 — в 2010.